# Episodi di We Bare Bears (corti)
I corti di We Bare Bears - Siamo solo orsi sono stati trasmessi su Internet negli Stati Uniti d'America a partire dal 6 luglio 2015 e su Cartoon Network a partire dal 30 giugno 2016, in Italia il 24 maggio 2016 sul canale TV.

## Prima stagione
| nº | Titolo originale    | Titolo italiano           | Prima TV USA      | Prima TV Italia        |
| -- | ------------------- | ------------------------- | ----------------- | ---------------------- |
| 1  | Bear Cleaning       | Pulizie da orsi           | 6 luglio 2015     | 24 maggio 2016         |
| 2  | Nom Nom vs. Hamster | Nom Nom contro il criceto | 3 agosto 2015     | 24 maggio 2016         |
| 3  | Panda's Dream       | Sogni di Panda            | 1º settembre 2015 | 24 maggio 2016         |
| 4  | Log Ride            | Le rapide sui tronchi     | 2 novembre 2015   | 24 maggio 2016         |
| 5  | Goodnight Ice Bear  | Buona notte Orso Bianco   | 1º dicembre 2015  | 17 luglio 2019 (Boing) |

## Seconda stagione
| N° | N° | Titolo originale              | Titolo italiano | Prima TV USA   | Prima TV Italia |
| -- | -- | ----------------------------- | --------------- | -------------- | --------------- |
| 6  | 1  | Potty Time                    |                 | 30 giugno 2016 |                 |
| 7  | 2  | Panda's Profile Pic           |                 | 30 giugno 2016 |                 |
| 8  | 3  | Grizz: Ultimate Hero Champion |                 | 30 giugno 2016 |                 |
| 9  | 4  | Dreamium                      |                 | 30 giugno 2016 |                 |
| 10 | 5  | Charlie's Opus                |                 | 30 giugno 2016 |                 |

## Terza stagione
| N° | N° | Titolo originale      | Titolo italiano | Prima TV USA   | Prima TV Italia |
| -- | -- | --------------------- | --------------- | -------------- | --------------- |
| 11 | 1  | Bear Stack            |                 | 27 aprile 2017 |                 |
| 12 | 2  | Frozen Ice            |                 | 27 aprile 2017 |                 |
| 13 | 3  | Assembly Required     |                 | 27 aprile 2017 |                 |
| 14 | 4  | Cooking with Ice Bear |                 | 27 aprile 2017 |                 |
| 15 | 5  | The Cave              |                 | 27 aprile 2017 |                 |